# یگان رضوان
یگان رضوان یا نیروی حاج رضوان (عربی: فوج الحاج رضوان) یک واحد نیروهای عملیات ویژه متعلّق به سازمان شبه‌نظامی حزب‌الله لبنان است که مأموریت اصلی آن، نفوذ به خاک اسرائیل با توجه خاص به جلیل و شمال اسرائیل است.
حزب‌الله از دهه ۱۹۹۰، جنگجویان نیروهای ویژه را آموزش داده است که امروزه بخشی از یگان رضوان هستند. این واحد که در ابتدا با نام «نیروی مداخله سریع» یا «واحد مداخله» شناخته می‌شد، در سال ۲۰۰۸، به افتخار عماد مغنیه، یکی از رهبران ارشد حزب‌الله که به «حاج رضوان» نیز معروف است، تغییر نام داد. نیروهای یگان رضوان، تجربه خاصی در حملات و تاکتیک‌های واحدهای کوچک دارند.
علی‌رغم قطعنامه ۱۷۰۱ شورای امنیت سازمان ملل که از حزب‌الله می‌خواهد نیروهای خود را از شمال رودخانه لیتانی خارج کند، یگان رضوان در امتداد خط آبی (مرزی که توسط نیروهای حافظ صلح سازمان ملل نظارت می‌شود) مستقر هستند و به نظارت و جمع‌آوری اطلاعات در شمال اسرائیل می‌پردازند. این واحد در درگیری‌های مختلف از جمله جنگ داخلی سوریه و درگیری‌های ۲۰۲۳ و ۲۰۲۴ در امتداد مرز لبنان و اسرائیل، فعال بوده است. این واحد نیز از ۷ اکتبر ۲۰۲۳، در جنگ شرکت داشته و انتظار می‌رود هر گونه تهاجم آتی حزب‌الله به اسرائیل را رهبری کند.